# رجاء الصديقي
رجاء الصديقي  (16 فبراير 1987) كاتبة سيناريو ومخرجة أفلام مغربية  ، ابنة الطيب الصديقي.

## التكوين
- 2004-2008 - ماجستير في الاتصال والإعلان في Com'Sup (الدار البيضاء)
- 2008-2010 - تخرج من استوديو M، خيار الإخراج [4]

## أعمالها
- 2020 - العيش في زمن كورونا [5] مع جمعية جا وجاب - مشروع عمل عليه مجموعة من المخرجين من بينهم هشام العسري ومحمد أشاور.
- 2019 - كبسولات للقناة الثانية المغربية بمشاركة نجوم السينما المغربية منهم رشيد الوالي
- 2018 - جدار، لوحات شوارع مع البولڤار
- 2018 - كلمات للمواطنين مع «جمعية المواطنين»
- 2016 - أجي-بي، نساء على مدار الساعة [6] فيلم وثائقي عن المرأة الأفريقية في الدار البيضاء، فاز بالعديد من الجوائز الوطنية والدولية [7]
- 2014 - 475: كسر حاجز الصمت فيلم وثائقي على شبكة الإنترنت عن العنف ضد المرأة، حصل على عدة جوائز
- 2010 - "رحلة قصيرة ولكن تافهة - إخراج بمشاركة الفنان الكبير الطيب الصديقي

## المسرح
خلال سنوات شبابها، أخرجت كممثلة على خشبة المسرح تحت إشراف والدها الطيب الصديقي عدة أعمال، منها: 
- «خلقنا لنتفاهم» (1993)، عمل بالفرنسية، عُرض بالمغرب وفرنسا وكندا
- «قفطان الحب المرصع بالهوى» مسرحية باللغة العربية، اقتُبست تلفزيونيا للقناة المغربية الثانية سنة 1999

## روابط خارجية
- رجاء الصديقي على موقع IMDb (الإنجليزية)